# 文山润楠
文山润楠（学名：Machilus wenshanensis）为樟科润楠属下的一个种。